# Henry & June
Henry & June er en amerikansk erotisk dramafilm fra 1990 instrueret og skrevet af Philip Kaufman og har Fred Ward og Uma Thurman i titelrollerne som den frigjorte forfatter Henry Miller og dennes kone og muse June Miller. Som det tredje, men uundværlige hjul i forholdet er filmens tredje hovedperson, Maria de Medeiros i rollen som den naive og nysgerrige forfatter Anaïs Nin. Filmens tagline skjuler intet om handlingens karakter; A True Adventure More Erotic Than Any Fantasy.
Filmen er baseret på Anaïs Nins semiselvbiografiske bog Henry og June, som igen består af uddrag fra hendes omfattende dagbøger. Henry & Junes frigjorte erotik gjorde filmen meget udskældt, hvilket resulterede i en såkaldt NC-17 rating. Filmen blev dog nomineret til en Oscar for bedste fotografering og åbnede op for en ny tilgang til seksualitet og romance i amerikansk film.

## Handling
Filmen starter i området omkring og i Paris i 1931. Anaïs Nin (Maria de Medeiros) er ung og naiv på livet, specielt seksualitet. Hun er gift med forretningsmanden Hugh Parker Guiler (Richard E. Grant), men hun keder sig i det miljø han færdes i. Snart introduceres hun til den amerikanske forfatter Henry Miller (Fred Ward), hvis livsfilosofi og tilværelse er provokerende og tiltrækkende for Anaïs Nin. Hun bliver en anden protektor for den fattige kunstner, der i pauserne mellem de hyppige bordelbesøg, skriver intenst på sin erotiske roman Krebsens vendekreds. Hun lærer snart om Millers kone June (Uma Thurman), hjemme i New York og om hans besættelse af hende. Junes pludselige besøg hos dem i Paris besætter Anaïs Nin på samme måde som June besætter Henry Miller. June og Anaïs udvikler et nært venskab og hun får Junes version af hendes og Henrys forhold, hvilket Anaïs snart begynder at skrive en bog om. Hun forelsker sig i June og er blevet mere udfaren da June tager tilbage til USA. Anaïs indleder nu et forhold til Henry, mens hun distancerer sig fra sin mand. Hendes egner skriverier udvikler sig også i denne forbindelse og Henry nærmer sig afslutningen på sin roman, som han frygter ingen vil udgive pga. dens erotiske og realistiske karakter.

## Medvirkende
Castingen blev foretaget af Lisbeth Siegel.
| Skuespiller           | Rolle              |
| --------------------- | ------------------ |
| Fred Ward             | Henry Miller       |
| Uma Thurman           | June Miller        |
| Maria de Medeiros     | Anaïs Nin          |
| Richard E. Grant      | Hugh Parker Guiler |
| Kevin Spacey          | Richard Osborn     |
| Jean-Philippe Ecoffey | Eduardo Sanchez    |
| Bruce Myers           | Jack               |

## Produktion
Filmen blev optaget i løbet femten uger i efteråret 1989. Oprindeligt var det meningen, at Alec Baldwin skulle spille rollen som Henry Miller, men han trak sig fra filmen to uger før optagelserne skulle begynde. I stedet blev Fred Ward castet i rollen. Ward anvendte blå kontaktlinser for at ligne Henry Miller bedre. Ward havde tidligere arbejdet med Philip Kaufman i dennes film Mænd af den rette støbning. Det var specielt Maria de Medeiros' store lighed med Anaïs Nin der skaffede hende rollen.
Flere ændringer blev foretaget i forhold til originalmaterialet, bl.a. blev Anaïs Nins cubanske ophav ændret til portugisisk pga. skuespiller Maria de Medeiros', som er portugiser.

## Modtagelse
Filmen fik en blandet modtagelse, dog var den mere positiv en negativ. Specielt filmens fotografering blev rost. New York Times skrev om filmens besættende omdrejningspunkt i Uma Thurmans rolle som June; “Thurman, as the Brooklyn-accented June, takes a larger-than-life character and makes her even bigger, though the performance is often as curious as it is commanding”. På Rotten Tomatoes holder Henry & June en friskhed på 62%.
Henry & June havde premiere 5. oktober 1990 i 76 biografer og indtjente i den første weekend 1.032.942 mio. dollars. På det amerikanske marked indtjente filmen 11.567.449 mio. dollars og på det udenlandske marked 11.905.000 mio. dollars, i alt 23.472.449 mio. dollars på verdensplan.

### Rating
Henry & June var den første film der blev stemplet med en såkaldt NC-17 rating, den værste en film kan få af The Motion Picture Association of America (MPAA). Filmens erotiske scener og et specifikt postkort i filmens begyndelse, var grunden til filmens hårde rating. I Sydafrika var det så slemt at filmen ganske enkelt blev forbudt, mens den i New Zealand fik en såkaldt R18 rating.

### Priser og nomineringer
- Academy Awards (Oscars)
  - Oscar for bedste fotografering (Philippe Rousselot), nomineret

## Soundtrack
1. Jean Lenoir, Parlez-moi d'amour (Lucienne Boyer)
2. Claude Debussy, Six épigraphes antiques: Pour l'égyptienne (Ensemble Musical de Paris)
3. Francis Poulenc, Les chemins de l'amour (Ransom Wilson and Christopher O'Riley)
4. Debussy, Petite Suite: "Ballet" (Aloys and Alfons Kontarsky)
5. Harry Warren, "I Found A Million Dollar Baby" (Bing Crosby)
6. Erik Satie, Gnossienne No. 3 (Pascal Rogé)
7. Satie, Je te veux (Jean-Pierre Armengaud)
8. Debussy, "Sonata for Violin and Piano" (Kyung-wha Chung and Radu Lupu)
9. Frédéric Chopin, Nocturne No. 1 i C Major (Paul Crossley)
10. Georges Auric, "Sous les toits De Paris" (Rene Nazels)
11. Jacques Larmanjat, tekst af Francis Carco, "Le Doux Caboulot" (Annie Fratellini)
12. Debussy, La Plus que Lente (Josef Suk)
13. Je m'ennuie (Mark Adler)
14. Coralia (Mark Adler)
15. Irving Mills, "St. James Infirmary Blues" (Mark Adler)
16. Francisco Tárrega, "Gran Vals" (Francisco Tarrega)
17. Joaquin Nin-Culmell, "Basque Song" (Joaquin Nin-Culmell)
18. Vincent Scotto, tekst af George Koger og H. Vama, J'ai deux amours (Josephine Baker)

## Trivia
- Den film Henry Miller ser i en af de parisiske biografer er La Passion de Jeanne d'Arc (Jeanne d'Arcs lidelse og død) fra 1928 af den danske filminstruktør Carl Th. Dreyer.
- Henry & Junes instruktør, Philip Kaufman, mødte rent faktisk Anaïs Nin tilbage i 1962.